# イゴール・ディオゴ・モレイラ・アラウージョ
イゴール・ディオゴ・モレイラ・アラウージョ（Igor Diogo Moreira Araújo 、1987年2月4日 - ）は、ポルトガル・レイリア出身のプロサッカー選手。SCコヴィリャン所属。ポジションは、ゴールキーパー。